# Komisař (film)
Komisař (v originále Le Petit Lieutenant) je francouzský hraný film z roku 2005, který režíroval Xavier Beauvois. Snímek měl světovou premiéru na filmovém festivalu v Benátkách dne 31. srpna 2005.

## Děj
Antoine je policejní poručík z Le Havre, který po ukončení policejní školy nastupuje k justiční policii v Paříži. Je začleněn do kriminalistického týmu vedeného Caroline Vaudieu. Mladý poručík se po nálezu těla polského bezdomovce v kanálu Saint-Martin účastní svého prvního kriminálního vyšetřování.

## Obsazení
| Nathalie Baye      | Caroline Vaudieu          |
| Jalil Lespert      | Antoine Derouère          |
| Roschdy Zem        | Souleyman Berada          |
| Antoine Chappey    | Mallet                    |
| Jacques Perrin     | soudce Clermont           |
| Bérangère Allaux   | Julie, přítelkyně Antoina |
| Bruce Myers        | Angličan                  |
| Patrick Chauvel    | Patrick Belval            |
| Jean Lespert       | Antoinův otec             |
| Annick Le Goff     | Antoinova matka           |
| Mireille Franchino | bytná                     |
| Yaniss Lespert     | Alex Derouère             |
| Xavier Beauvois    | Nicolas Morbé             |
| Philippe Lecompt   | zbrojíř                   |
| Rémy Roubakha      | Marchand                  |
| Christophe Jeannin | Richard                   |
| Olivier Schneider  | Pavel                     |
| Elie Gasan         | Piotr                     |
| Riton Liebman      | Jean                      |

## Ocenění
- Filmový festival v Benátkách: Europa Cinemas Label
- César: nejlepší herečka (Nathalie Baye); nominace v kategoriích nejlepší film, nejlepší režisér (Xavier Beauvois), nejlepší původní scénář (Cédric Anger, Xavier Beauvois, Guillaume Bréaud, Jean-Eric Troubat) a nejlepší herec ve vedlejší roli (Roschdy Zem)